# Consejo del Norte de Inglaterra para la Promoción de la Educación Superior de la Mujer
El Consejo del Norte de Inglaterra para la Promoción de la Educación Superior de la Mujer (en:  North of England Council for Promoting the Higher Education of Women NECPHEW), inspirado por Anne Clough, se creó en noviembre de 1867. En ese momento, las mujeres no podían obtener títulos universitarios aunque hubieran aprobado los exámenes. La Universidad de Londres otorgó sus primeros títulos a mujeres en 1878, Durham siguió en 1895 pero Oxford no siguió su ejemplo hasta 1920 y Cambridge hasta 1948.
En su primera reunión, las Asociaciones Educativas de Damas estuvieron representadas por Elizabeth Wolstenholme de Mánchester y Lucy Wilson de Leeds . Clough se convirtió en secretaria honoraria y Josephine Butler asumió el cargo de presidenta, cargo que ocupó hasta que se retiró en 1871. Wolstenholme redactó las reglas y su amigo, el académico James Stuart, dio una serie de conferencias para mujeres sobre astronomía. Frederich WH Myers fue otro tutor y más de 550 estudiantes se inscribieron para escuchar sus conferencias universitarias.

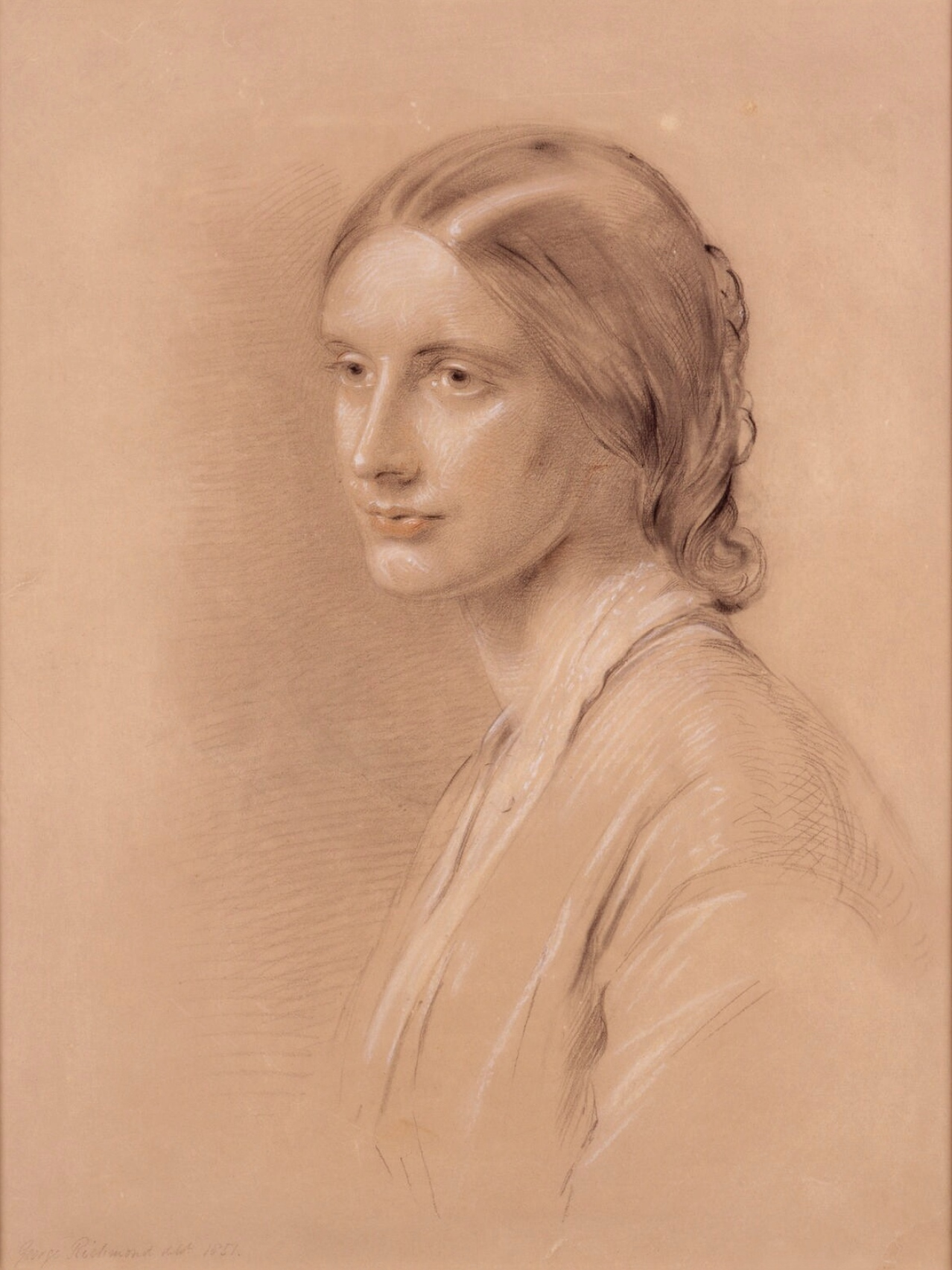
Josephine Butler, presidenta fundadora del NECPHEW

Durante el invierno de 1867 y la primavera de 1868, los miembros de NECPHEW reunieron apoyo para un monumento al Senado de Cambridge. En octubre de 1868 se aseguró la acreditación profesional de las mujeres educadoras mediante la concesión de un Diploma Universitario. La segunda reunión de NECPHEW se celebró en Leeds el 15 y 16 de abril de 1868.
En 1872, la Asociación Educativa de Damas de Mánchester estuvo representada por la hija de Elizabeth Gaskell, Meta, y la Asociación Educativa de Damas en Leeds por Frances Lupton, quien contó con el apoyo de su cuñada, Anna Lupton y Lord Houghton . Varios de los miembros del consejo también pertenecían al Comité de Educación para Niñas de la Royal Society of Arts que, desde 1871, se había alineado con los objetivos de NECPHEW. 

## Publicaciones
- North of England Council for Promoting the Education of Women — Spottiswoode & Company, 1868 - Women - 11 pages